# TBN 차차차 (대전주말)
권순원, 김세진의 주말 TBN 차차차는 TBN 대전교통방송(대전, 세종, 충남 FM 102.9MHz, 서산 FM 103.9MHz)에서 주말 낮 12시부터 2시 55분까지 방송되었던 대전, 세종, 충청권지역의 라디오 교양, 오락, 트로트, 최신음악 프로그램이다. 2024년 11월 10일 자로 25년만에 폐지되었다.

## 프로그램 소개
- 한 낮의 주말 오후, 신속정확한 교통정보와 함께 센스만점 퀴즈와 재미난 콩트,흥겨운 트로트 선곡으로 스트레스를 날려버리고 한주간의 스포츠소식과 연예계소식을 전달해 누구나 부담없이 재미나게 들을수 있는 프로그램을 제작하고자 한다.

## 요일코너
- 토요일 - 차차차 줍줍 퀴즈 : 요일별 주제가 다른 퀴즈로 재미 UP(토: 음식 퀴즈)
- 토요일 - 맹순이와 맹돌이의 엉뚱한 수다 : (콩트) 똑똑한 척하는 맹순이와 맹돌이의 5% 부족한 수다
- 토요일 - 이정인의 생생스포츠 : 한국스포츠경제 이정인 기자와 함께하는 스포츠소식
- 토요일 - 오타강사 김쌤의 불편한 과외 : (콩트) 일타를 꿈꾸는 오타강사 김쌤의 불편한 과외수업엿보기
- 토요일 - 이 노래 뜬다(초대가수와 함께) : 내노래 띄우고 싶은 가수 모두 모여라~
- 일요일 - 차차차 줍줍 퀴즈 : 요일별 주제가 다른 퀴즈로 재미 UP(일: 신조어 퀴즈)
- 일요일 - 맹순이와 맹돌이의 엉뚱한 수다 : (콩트) 똑똑한 척하는 맹순이와 맹돌이의 5% 부족한 수다
- 일요일 - 이상희의 생생연예계 : 이상희 리포터와 함께하는 한주간의 연예계소식
- 일요일 - 오타강사 김쌤의 불편한 과외 : (콩트) 일타를 꿈꾸는 오타강사 김쌤의 불편한 과외수업엿보기
- 일요일 - 남봉근의 일요 노래교실 : 노래강사 남봉근과 함께하는 노래 배워봅시다